# Молодёжное (Павлодарская область)
Молодёжное (каз. Молодёжное) — упразднённое село в Иртышском районе Павлодарской области Казахстана. Ликвидировано в 2001 году. Входило в состав Узунсуского сельского округа.

## Население
В 1989 году население села составляло 232 человека. По данным переписи 1999 года в селе проживало 186 человек (96 мужчин и 90 женщин).